# Tercio diezmo
El tercio diezmo fue un antiguo impuesto español. 
El rey Jaime I de Aragón y los condes de Cataluña, cuando la conquista de este principado y del reino de Valencia, adquirieron los diezmos de los frutos de los terrenos de cuya posesión despojaban a los moros. Aquel soberano dividió la masa decimal de Valencia en tres partes iguales, aplicando: 
- una, a la manutención de los ministros del culto católico
- otra, a la dotación de las iglesias
- la tercera, al erario público

Del hecho de ser la tercera parte del diezmo, que en lemosin se llama le terç del delme, la reservada a la corona, se llamó tercio diezmo. Este ramo de la hacienda, aunque de rendimiento muy considerable en la antigüedad, se vio reducido a la mínima expresión por efecto de las donaciones hechas a varios personajes en premio de sus servicios, de las usurpaciones verificadas a la sombra de las revueltas y de la venta  dinero de los tercios diezmos.
Las urgencias de la corona obligaron al Felipe V a enajenar todos los tercios diezmos que aquella poseía el año 1727, cediéndoselos al marqués de Santiago y a sus sucesores en pago de 16.600,500 reales que aquel alcanzaba a la hacienda. 